# Humppa-Veikot
Humppa-Veikot var en finländsk humppagrupp, som var i funktion 1958–1978.

## Bakgrund
Humppa-Veikot uppstod, då Antero Alpola 1958 i radio sände programmet Kankkulan kaivolla och till detta behövde en orkester, som spelade dansmusik från 1930-talet. Pianisten Asser Fagerström, med erfarenhet från bland annat Dallapé, anslöt sig. Fagerström värvade några av sina vänner till orkestern; bland dessa fanns saxofonisterna Kaarlo Valkama och Josef Kaartinen, xylofonisten Eino Katajavuori, dragspelaren Veikko Tamminen, sousafonisten Eero Lauresalo och trummisen Kullervo Linna. Själv var Fagerström verksam som pianist och dragspelare i Humppa-Veikot.
Ursprungligen var Humppa-Veikot enbart bundna till inspelningsstudior, men allteftersom populariteten ökade började orkestern uppträda live. Kullervo Linna ordnade möjlighet för orkestern att ge konserter. Den första singeln släpptes i november 1958 för Niilo Saarikkos Levytukkus räkning. Låtarna var då Valto Tynniläs Valamo och Jaakko Pullis Puuseppä. Samtidigt anslöt sig violinisten och sångaren Teijo Joutsela till Humppa-Veikot. Ganska snart lämnade Fagerström och Lauresalo och blev ersatta av gitarristen Ingmar Englund, dragspelaren Yrjö Luukkanen och tubaisten Gösta Möller. Gästande solister var bland andra Eino Grön, Tapio Rautavaara, Tapani Kansa, Paula Koivuniemi och Annikki Tähti. Humppa-Veikot släppte sitt sista album 1978.